# Per-Olov Lindeke
Kurt Per-Olov Lindeke, född 16 augusti 1956 i Sundbyberg, död 24 oktober 2015 i Tyresö, var en svensk trumpetare.
Lindeke utbildade sig tidigt på naturtrumpet (barocktrumpet). Han spelade med många dirigenter och orkestrar som spelade på tidstrogna instrument, bland andra Gustav Leonhardt, William Christie, Philippe Herreweghe, Frans Brüggen, Sigiswald Kuijken, John Eliot Gardiner, Christophe Rousset, Marc Minkowski, Jos van Veldhoven och Louis Langrée. 

## Diskografi
- Musik över Östersjön (1989)[4]